# Deposició (geologia)

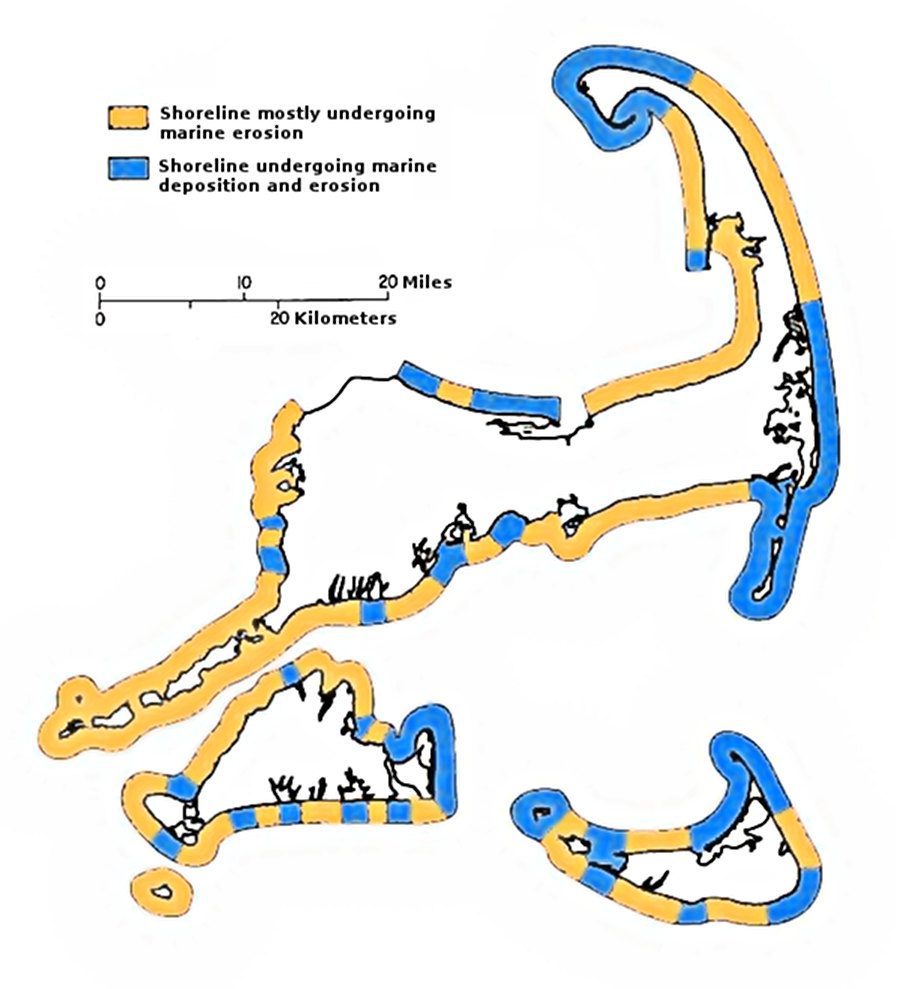
Mapa del Cap Cod que mostra les costes sotmeses a l'erosió (seccions en penya-segats) en roig, i les costes caracteritzades pel dipòsit marí (barreres) en blau.

La deposició és el procés geològic pel qual el material s'agrega a un accident geogràfic o massa de terra.Fluids tals com el vent i l'aigua, així com el sediment que flueix a través de la gravetat, el transport previ de sediments erosionats, que, en la pèrdua d'energia cinètica suficient en el fluid, es diposita, l'acumulació de capes de sediment.
La deposició es produeix quan les forces responsables del transport de sediments ja no són suficients per superar les forces de les partícules de pes i fricció, creant una resistència al moviment. La deposició també pot referir-se a l'acumulació de sediments de la matèria orgànica derivada o els processos químics. Per exemple, el guix es compon en part dels esquelets de carbonat de calci microscòpics del plàncton marí, la deposició de la qual ha induït processos químics (diagènesi) per dipositar carbonat de calci addicional. De la mateixa manera, la formació del carbó comença amb la deposició de material orgànic, principalment a partir de plantes, en condicions anaeròbiques.